# Tory Mussett
Tory Mussett, née le 26 juin 1978, est une actrice australienne.

## Biographie
Victoria Mussett a été à la fin des années 1990 et au début des années 2000 la présentatrice de l'émission musicale Pepsi Chart sur Network Ten ainsi que la chanteuse du groupe Orpheus. Après avoir interprété une cliente de restaurant victime d'un orgasme embarrassant dans Matrix Reloaded et une sirène dans Peter Pan (2003), elle obtient au cinéma des rôles plus importants dans Boogeyman (2005) et Les Condamnés (2007). À la télévision, elle a joué des rôles récurrents dans les séries Crash Palace (en) et Mistresses et a donné la réplique à William H. Macy dans la mini-série Rêves et Cauchemars.

## Filmographie

### Cinéma

#### Longs métrages
- 2000 : Mission impossible 2 de John Woo : une invitée au flamenco
- 2003 : Matrix Reloaded de Andy et Larry Wachowski : la cliente du restaurant Le Vrai
- 2003 : Peter Pan de Paul John Hogan : une sirène
- 2005 : Boogeyman de Stephen T. Kay : Jessica
- 2006 : Safety in Numbers de David J. Douglas : Sarah
- 2007 : Les Condamnés (The Condemned) de Scott Wiper : Julie

#### Courts métrages
- 2007 : The Heist de Benjamin Peters : Elizabeth
- 2008 : Soft Cop de Owen Elliott : Femme Fatale

### Télévision

#### Téléfilms
- 1999 : Secret Men's Business de Ken Cameron

#### Séries télévisées
- 1998 : Fréquence Crime (Murder call) (saison 2 épisode 4) : Melissa Hindwood
- 2001 : Flat Chat (en) (épisode Dark & Stormy Night)
- 2001 : Crash Palace (en) (8 épisodes) : Inez del Rey
- 2006 : Rêves et Cauchemars (Nightmares & Dreamscapes: From the Stories of Stephen King) (épisode La Dernière Affaire d'Umney) : Arlene Cain / la fille de la piscine
- 2007 : Stupid, Stupid Man (en) (saison 2 épisode 1) : Leanne
- 2009 : 30 Seconds (en) (épisode Be the Tool) : Anna
- 2009 : East West 101 (en) (saison 2 épisode 4) : Karen Keeda
- 2013 : Mistresses (4 épisodes) : Sally